# Nati nel 1961/Novembre
| Questa pagina contiene informazioni ricavate automaticamente dalle voci biografiche con l'ausilio del template Bio e di un bot. L'aggiornamento è periodico e automatico e ricostruisce completamente la pagina. Se manca una persona in questa lista, sei pregato di non aggiungerla, ma accertati piuttosto che la sua voce biografica contenga il template Bio e che i dati anagrafici siano correttamente compilati. Se il template Bio manca, inseriscilo tu stesso o, in alternativa, metti l'avviso {{tmp\|Bio}} che ne segnala la mancanza. Se i dati riportati sono sbagliati, correggi direttamente la voce biografica; le modifiche saranno visibili in questa lista entro pochi giorni. Per chiarimenti vedi il progetto biografie. La lista contiene solo le 283 persone che sono citate nell'enciclopedia e per le quali è stato implementato correttamente il template Bio. Pagina aggiornata al 18 ago 2025. |

- 1º novembre - Anne Donovan, cestista e allenatrice di pallacanestro statunitense († 2018)
- 1º novembre - Carlos Enrique Estrada, ex calciatore colombiano
- 1º novembre - Nicky Grist, copilota di rally britannico
- 1º novembre - Petr Pavel, politico e generale ceco
- 1º novembre - Phil Perkins, archeologo e etruscologo britannico
- 1º novembre - Maria Elvira Salazar, giornalista e politica statunitense
- 1º novembre - Derek Smith, cestista e allenatore di pallacanestro statunitense († 1996)
- 1º novembre - Ryan Zinke, politico e ex militare statunitense
- 2 novembre - Aminata Diagne, ex cestista senegalese
- 2 novembre - Anett Fiebig, nuotatrice tedesca orientale
- 2 novembre - Sigrid Kaag, politica e diplomatica olandese
- 2 novembre - Elke Kahr, politica austriaca
- 2 novembre - K.d. lang, cantautrice canadese
- 2 novembre - Marianne Mäkelä, ex cestista finlandese
- 2 novembre - Ann Sarnoff, manager statunitense
- 3 novembre - David Armstrong-Jones, II conte di Snowdon, nobile britannico
- 3 novembre - Serge-Thomas Bonino, religioso e teologo francese
- 3 novembre - Jorge Carrasco, ex calciatore cileno
- 3 novembre - Chris Dickson, velista neozelandese
- 3 novembre - Michael Frost, ex sciatore alpino statunitense
- 3 novembre - Sven Habermann, ex calciatore canadese
- 3 novembre - David Linden, neuroscienziato statunitense
- 3 novembre - Moeketsi Majoro, economista e politico lesothiano
- 3 novembre - Lee Montgomery, attore canadese
- 3 novembre - Richard Pearson, montatore statunitense
- 3 novembre - Jaroslav Šilhavý, allenatore di calcio e ex calciatore ceco
- 3 novembre - Greg Townsend, ex giocatore di football americano statunitense
- 4 novembre - Jon Robin Baitz, drammaturgo, sceneggiatore e produttore televisivo statunitense
- 4 novembre - Maurizio Casagrande, attore italiano
- 4 novembre - Andrea Fornili, chitarrista italiano
- 4 novembre - Carlos García Cantarero, allenatore di calcio spagnolo
- 4 novembre - Stanislav Griga, allenatore di calcio e ex calciatore slovacco
- 4 novembre - Lars Jakobsen, ex calciatore danese
- 4 novembre - Susana Keresztesi, ex cestista rumena
- 4 novembre - Lee Kyung-nam, ex calciatore sudcoreano
- 4 novembre - Ralph Macchio, attore, regista e produttore televisivo statunitense
- 4 novembre - Barry Mungar, ex cestista canadese
- 4 novembre - Esa Pekonen, allenatore di calcio e ex calciatore finlandese
- 4 novembre - Nigel Worthington, ex calciatore e allenatore di calcio nordirlandese
- 5 novembre - György Bognár, allenatore di calcio e ex calciatore ungherese
- 5 novembre - Charles Hobaugh, ex astronauta statunitense
- 5 novembre - Joo Hyun-mi, cantante sudcoreana
- 5 novembre - Alan Kristmanson, ex cestista canadese
- 5 novembre - Andrea Manzo, allenatore di calcio e ex calciatore italiano
- 5 novembre - Gina Mastrogiacomo, attrice statunitense († 2001)
- 5 novembre - Eugen Moldovan, allenatore di calcio e ex calciatore rumeno
- 5 novembre - Alan Poindexter, astronauta statunitense († 2012)
- 5 novembre - Helmut de Raaf, allenatore di hockey su ghiaccio, dirigente sportivo e ex hockeista su ghiaccio tedesco
- 5 novembre - Denis Roux, dirigente sportivo e ex ciclista su strada francese
- 5 novembre - Masaaki Ōkura, doppiatore e danzatore giapponese
- 6 novembre - Michel Audrain, allenatore di calcio e ex calciatore francese
- 6 novembre - Daniele Gatti, direttore d'orchestra italiano
- 6 novembre - Craig Goldy, chitarrista statunitense
- 6 novembre - Florent Pagny, cantante e attore francese
- 6 novembre - Massimo Rovellini, allenatore di calcio e ex calciatore italiano
- 7 novembre - Sjarhej Alejnikaŭ, ex calciatore e allenatore di calcio sovietico
- 7 novembre - Igor' Glek, scacchista russo
- 7 novembre - Mark Hateley, ex calciatore e allenatore di calcio inglese
- 7 novembre - Kim Seok-won, ex calciatore sudcoreano
- 7 novembre - Marco Manchisi, attore e drammaturgo italiano
- 7 novembre - Minčo Pašov, sollevatore bulgaro († 2019)
- 7 novembre - Desiderio Quercetani, liutaio italiano
- 7 novembre - Torsten Spittler, allenatore di calcio tedesco
- 7 novembre - Günter Thiele, ex calciatore tedesco
- 8 novembre - Rustem Adagamov, giornalista e fotografo russo
- 8 novembre - Micky Adams, ex calciatore e allenatore di calcio inglese
- 8 novembre - Marco Bergonzoni, ex cestista italiano
- 8 novembre - Joanne Bradshaw, ex atleta paralimpica australiana
- 8 novembre - John Costelloe, attore statunitense († 2008)
- 8 novembre - Leif Garrett, attore e cantante statunitense
- 8 novembre - Alexis Mendoza, allenatore di calcio e ex calciatore colombiano
- 8 novembre - Roberto Stocchi, doppiatore, direttore del doppiaggio e attore italiano
- 9 novembre - Laurence Archer, chitarrista britannico
- 9 novembre - Roberto Casati, filosofo italiano
- 9 novembre - Jill Dando, giornalista e conduttrice televisiva inglese († 1999)
- 9 novembre - Alejandro Domínguez Escoto, ex calciatore messicano
- 9 novembre - Luca Dondoni, giornalista, conduttore radiofonico e critico musicale italiano
- 9 novembre - Stefan Hörger, ex schermidore tedesco
- 9 novembre - Jackie Kay, poeta, drammaturga e scrittrice scozzese
- 9 novembre - Jim L. Mora, allenatore di football americano statunitense
- 9 novembre - Shin Dong-cheol, ex calciatore sudcoreano
- 9 novembre - Kōsuke Suzuki, regista e produttore cinematografico giapponese
- 9 novembre - Mosese Vitolio Tui, arcivescovo cattolico samoano
- 9 novembre - Zainal Abidin Hassan, allenatore di calcio, ex calciatore e ex giocatore di calcio a 5 malese
- 10 novembre - Antonio Borzacchelli, militare e politico italiano
- 10 novembre - Alfredo Giacon, velista e scrittore italiano
- 10 novembre - Béatrice Hess, nuotatrice francese
- 10 novembre - Franco Navarro, dirigente sportivo, allenatore di calcio e ex calciatore peruviano
- 10 novembre - Ramona Pagel, ex pesista statunitense
- 10 novembre - Freddy Ternero, politico, allenatore di calcio e calciatore peruviano († 2015)
- 10 novembre - Jeanine Tesori, compositrice statunitense
- 10 novembre - Andrej Zenkov, ex biatleta sovietico
- 11 novembre - Michele Colasanto, ex calciatore italiano
- 11 novembre - Tonči Gabrić, allenatore di calcio e calciatore croato († 2024)
- 11 novembre - Matt Ghaffari, ex lottatore statunitense
- 11 novembre - Ricky Hunley, ex giocatore di football americano e allenatore di football americano statunitense
- 11 novembre - Jurij Mil'ner, imprenditore e fisico russo
- 11 novembre - Gary Mills, allenatore di calcio e ex calciatore inglese
- 11 novembre - Milton Luiz de Souza Filho, ex calciatore brasiliano
- 11 novembre - Marco Presta, attore, conduttore radiofonico e scrittore italiano
- 11 novembre - Half Pint, cantautore giamaicano
- 11 novembre - Karin Seick, ex nuotatrice tedesca occidentale
- 11 novembre - Franco Vanzo, ex hockeista su pista e allenatore di hockey su pista italiano
- 11 novembre - Paolo Vazzoler, ex cestista e dirigente sportivo italiano
- 11 novembre - Luca Zingaretti, attore e regista italiano
- 12 novembre - Jacqueline Badran, imprenditrice e politica svizzera
- 12 novembre - Mohammed Ben Sulayem, imprenditore, dirigente sportivo e ex pilota di rally emiratino
- 12 novembre - Nadia Comăneci, ex ginnasta rumena
- 12 novembre - Enzo Francescoli, dirigente sportivo e ex calciatore uruguaiano
- 12 novembre - Giovanna Giordano, scrittrice e giornalista italiana
- 12 novembre - Sergej Grišaev, ex cestista e allenatore di pallacanestro sovietico
- 12 novembre - Demo Morselli, trombettista, polistrumentista e compositore italiano
- 12 novembre - Atsushi Natori, dirigente sportivo e ex calciatore giapponese
- 12 novembre - Christopher Reich, scrittore svizzero
- 12 novembre - Danny Thomas, ex calciatore inglese
- 13 novembre - Fausto Biloslavo, giornalista italiano
- 13 novembre - Candye Kane, cantautrice statunitense († 2016)
- 13 novembre - Mahamat Kamoun, politico centrafricano
- 13 novembre - José Ignacio Munilla Aguirre, vescovo cattolico spagnolo
- 13 novembre - Lech Piasecki, ex ciclista su strada e pistard polacco
- 13 novembre - Alex Williams, ex calciatore inglese
- 14 novembre - Giovanni Avanti, politico italiano
- 14 novembre - Lucas Belvaux, attore, regista e sceneggiatore belga
- 14 novembre - Ben Coleman, cestista statunitense († 2019)
- 14 novembre - Antonio Flores, cantautore e attore spagnolo († 1995)
- 14 novembre - Jurga Ivanauskaitė, scrittrice lituana († 2007)
- 14 novembre - Elizabeth Keifer, attrice statunitense
- 14 novembre - Stefan von und zu Liechtenstein, diplomatico liechtensteinese
- 14 novembre - Frankie Marlowe, produttore discografico italiano
- 14 novembre - Juan Mignone, ex cestista uruguaiano
- 14 novembre - Nagui, conduttore televisivo, conduttore radiofonico e attore francese
- 14 novembre - Carlos Pacheco, fumettista spagnolo († 2022)
- 14 novembre - D. B. Sweeney, attore statunitense
- 14 novembre - Fredd Young, ex giocatore di football americano statunitense
- 15 novembre - Khaled Mohammed Bekhit, ex cestista egiziano
- 15 novembre - Carlo Bollino, giornalista e scrittore italiano
- 15 novembre - Tibor Károlyi, scacchista ungherese
- 15 novembre - Anthony Poola, cardinale e arcivescovo cattolico indiano
- 15 novembre - Neil Simpson, ex calciatore scozzese
- 15 novembre - Daniele Zoratto, allenatore di calcio e ex calciatore italiano
- 15 novembre - Pål Øie, regista e sceneggiatore norvegese
- 16 novembre - Frank Bruno, ex pugile britannico
- 16 novembre - Karen Duve, scrittrice tedesca
- 16 novembre - Corinne Hermès, cantante francese
- 16 novembre - Michele Pawk, attrice e cantante statunitense
- 16 novembre - Chris Pitman, polistrumentista e compositore statunitense
- 16 novembre - Andrea Prodan, attore, cantante e musicista italiano
- 16 novembre - Danila Satragno, cantante italiana
- 16 novembre - Tony Severo, conduttore radiofonico e pubblicitario italiano
- 16 novembre - Müjdat Yetkiner, ex calciatore turco
- 17 novembre - Helmut Bradl, pilota motociclistico tedesco
- 17 novembre - Gianni Drudi, cantautore italiano
- 17 novembre - Alfonso Gutiérrez, ex ciclista su strada spagnolo
- 17 novembre - Alessandro Molinari, compositore e pianista italiano
- 17 novembre - Karolina Szabó, ex maratoneta ungherese
- 17 novembre - Pat Toomey, imprenditore e politico statunitense
- 17 novembre - Wolfram Wuttke, calciatore tedesco († 2015)
- 18 novembre - Nick Chinlund, attore statunitense
- 18 novembre - Juan Carlos Cremata Malberti, regista e sceneggiatore cubano
- 18 novembre - Jacques Decrion, dirigente sportivo e ex ciclista su strada francese
- 18 novembre - Raffaele Della Monica, fumettista italiano
- 18 novembre - Shkurte Fejza, cantante albanese
- 18 novembre - Robert Forest, ex ciclista su strada francese
- 18 novembre - Sarah Glaser, ex velista statunitense
- 18 novembre - Sjarhej Harlukovič, allenatore di calcio e ex calciatore sovietico
- 18 novembre - Giampiero Ingrassia, attore italiano
- 18 novembre - Steven Moffat, sceneggiatore e produttore televisivo britannico
- 18 novembre - Mauro Numa, schermidore italiano
- 18 novembre - Rick Owens, stilista statunitense
- 18 novembre - Alois Reinhardt, allenatore di calcio e ex calciatore tedesco
- 18 novembre - Anthony Warlow, cantante e attore australiano
- 19 novembre - Antoine d'Agata, fotografo francese
- 19 novembre - Mark Chamberlain, ex calciatore e allenatore di calcio inglese
- 19 novembre - Loris Dominissini, calciatore e allenatore di calcio italiano († 2021)
- 19 novembre - Mike Mularkey, ex giocatore di football americano e allenatore di football americano statunitense
- 19 novembre - Meg Ryan, attrice, regista e produttrice cinematografica statunitense
- 19 novembre - Pernille Svarre, ex pentatleta danese
- 19 novembre - Crystal Waters, cantante statunitense
- 20 novembre - Rick Bassman, imprenditore e ex wrestler statunitense
- 20 novembre - Wayne Biggins, allenatore di calcio e ex calciatore inglese
- 20 novembre - Jim Brickman, cantautore e pianista statunitense
- 20 novembre - Pierre Hermé, pasticciere francese
- 20 novembre - Jean Yue-guey, ex cestista taiwanese
- 20 novembre - Phil Joanou, regista e sceneggiatore statunitense
- 20 novembre - Larry Karaszewski, sceneggiatore, regista e produttore cinematografico statunitense
- 20 novembre - Werner Kogler, politico austriaco
- 20 novembre - Dave Watson, allenatore di calcio e ex calciatore inglese
- 20 novembre - Petra Wenzel, ex sciatrice alpina liechtensteinese
- 21 novembre - Takami Akai, illustratore, animatore e autore di videogiochi giapponese
- 21 novembre - Martin Andermatt, allenatore di calcio e ex calciatore svizzero
- 21 novembre - Anthony Brown, politico statunitense
- 21 novembre - Stefano Bruni, politico italiano
- 21 novembre - Stefano De Grandis, giornalista e telecronista sportivo italiano
- 21 novembre - José Luis Espert, economista e politico argentino
- 21 novembre - Dean Horrix, calciatore inglese († 1990)
- 21 novembre - Maria Kawamura, attrice e doppiatrice giapponese
- 21 novembre - Kim Sung-ki, ex calciatore sudcoreano
- 21 novembre - João Domingos Pinto, allenatore di calcio e ex calciatore portoghese
- 21 novembre - Alberto Coen Porisini, ingegnere italiano
- 22 novembre - Alemão, ex calciatore e allenatore di calcio brasiliano
- 22 novembre - Daniele Apolloni, politico italiano
- 22 novembre - Adolfo Barán, ex calciatore uruguaiano
- 22 novembre - Raffaele Brunetti, regista e produttore cinematografico italiano
- 22 novembre - Ricardo Gutiérrez, ex giocatore di calcio a 5 costaricano
- 22 novembre - Mariel Hemingway, attrice statunitense
- 22 novembre - Lea Henry, ex cestista, allenatrice di pallacanestro e dirigente sportiva statunitense
- 22 novembre - Stephen Hough, pianista e compositore inglese
- 22 novembre - Guillaume Laurant, sceneggiatore e scrittore francese
- 22 novembre - Pedro Marín, cantante e attore spagnolo
- 22 novembre - Gary Valentine, attore e scrittore statunitense
- 22 novembre - Wang Ming-wan, goista taiwanese
- 23 novembre - Keith Ablow, psichiatra e giornalista statunitense
- 23 novembre - Fabio Barchitta, pilota motociclistico italiano
- 23 novembre - Diego Brasioli, diplomatico italiano
- 23 novembre - Anton Coșa, vescovo cattolico rumeno
- 23 novembre - Edward Mark Lohse, vescovo cattolico statunitense
- 23 novembre - Steve MacKenzie, allenatore di calcio e ex calciatore inglese
- 23 novembre - Enrico Piccioni, allenatore di calcio e ex calciatore italiano
- 23 novembre - Masamune Shirow, fumettista giapponese
- 23 novembre - Marco de Waard, ex cestista olandese
- 23 novembre - Thomas Zehetmair, violinista e direttore d'orchestra austriaco
- 24 novembre - Aaron McCarthy, allenatore di pallacanestro statunitense
- 24 novembre - Peter Nkomo, ex calciatore e ex giocatore di calcio a 5 zimbabwese
- 24 novembre - Massimo Rigoni, ex saltatore con gli sci italiano
- 24 novembre - Arundhati Roy, scrittrice indiana
- 24 novembre - Luca Vannini, disegnatore e fumettista italiano († 2024)
- 24 novembre - Mark Winegardner, scrittore statunitense
- 25 novembre - Daniele Barillà, imprenditore italiano
- 25 novembre - Vasile Dîncu, politico e sociologo rumeno
- 25 novembre - Simon Fisher-Becker, attore britannico († 2025)
- 25 novembre - Nuccia Focile, soprano italiano
- 25 novembre - Matthias Freihof, attore tedesco
- 25 novembre - Ignazio Gnoffo, ex calciatore italiano
- 25 novembre - Chie Harada, ex cestista giapponese
- 25 novembre - Luigi Lusi, politico italiano
- 25 novembre - Kenny Monday, ex lottatore statunitense
- 25 novembre - Francesco Priolo, fisico italiano
- 25 novembre - Andreas Zingerle, biatleta italiano
- 26 novembre - Wes Archer, animatore e regista statunitense
- 26 novembre - Ivory, ex wrestler statunitense
- 26 novembre - Barbara Jelenkovich, disegnatrice e illustratrice italiana
- 26 novembre - Nicola Luisotti, direttore d'orchestra italiano
- 26 novembre - Petr Málek, tiratore a volo ceco († 2019)
- 26 novembre - Ugo Pugliese, dirigente d'azienda e politico italiano
- 26 novembre - Stefano Sartori, ex giocatore di curling italiano
- 26 novembre - Corrado Urbano, allenatore di calcio e ex calciatore italiano
- 27 novembre - Luca Bergamo, politico italiano
- 27 novembre - Samantha Bond, attrice britannica
- 27 novembre - Paolo Borghi, ex altista italiano
- 27 novembre - Norbert Dickel, ex calciatore tedesco
- 27 novembre - Håkan Lindman, ex calciatore svedese
- 27 novembre - Tetsuya Kiyonari, goista giapponese
- 27 novembre - Steve Oedekerk, sceneggiatore, produttore cinematografico e attore statunitense
- 27 novembre - Laura del Sol, attrice spagnola
- 28 novembre - Salvatore Bettiol, ex maratoneta italiano
- 28 novembre - Bill Campbell, ex rugbista a 15 e medico australiano
- 28 novembre - Martin Clunes, attore, conduttore televisivo e comico inglese
- 28 novembre - Alfonso Cuarón, regista, sceneggiatore e produttore cinematografico messicano
- 28 novembre - Bruce Derlin, ex tennista neozelandese
- 28 novembre - Tom Homan, funzionario statunitense
- 28 novembre - Serge Joncour, scrittore e sceneggiatore francese
- 28 novembre - Māris Kučinskis, politico lettone
- 28 novembre - Sebastiano Molinari, tiratore a volo italiano
- 28 novembre - Jonathan Mostow, regista, sceneggiatore e produttore cinematografico statunitense
- 28 novembre - Jaakko Niemi, ex biatleta finlandese
- 28 novembre - Trevor Senior, allenatore di calcio e ex calciatore inglese
- 29 novembre - Tom Carroll, surfista australiano
- 29 novembre - Kim Delaney, attrice, produttrice televisiva e ex modella statunitense
- 29 novembre - Yasmina Mélaouah, traduttrice italiana
- 29 novembre - Mikael Örn, ex nuotatore svedese
- 29 novembre - Giuliano Pavanello, ex ciclista su strada italiano
- 29 novembre - Brit Pettersen, ex fondista norvegese
- 29 novembre - Tom Sizemore, attore, produttore cinematografico e cantante statunitense († 2023)
- 29 novembre - Reija Vesa, ex cestista finlandese
- 29 novembre - Rodolfo Ziberna, politico e dirigente pubblico italiano
- 30 novembre - Bobby Coy, ex calciatore inglese
- 30 novembre - Innocent Egbunike, ex velocista nigeriano
- 30 novembre - Nicolette Hellemans, ex canottiera olandese
- 30 novembre - Elisabetta Introini, ex canoista italiana
- 30 novembre - Lo Chen-Jung, ex giocatore di baseball taiwanese
- 30 novembre - Ian Morris, ex velocista trinidadiano
- 30 novembre - Wadeck Stanczak, attore francese
- 30 novembre - Rupert Wainwright, regista inglese